# Monique (Schiff)
Die Monique war ein Fährschiff, das die Loyalitätsinseln mit der Hauptstadt von Neukaledonien, Nouméa, verband. Es verschwand in der Nacht vom 31. Juli zum 1. August 1953 spurlos nach dem Auslaufen aus dem Hafen der Insel Maré und wurde nie aufgefunden. Alle 108 Passagiere und die Besatzung blieben verschollen.

## Schiff
Das Schiff wurde 1945 auf einer Werft in Port Chalmers in Neuseeland für die US-Navy als Transportschiff gebaut. Es wurde zunächst Avon getauft. Im September 1951 wurde es von der französischen Société des îles Loyauté mit dem Schwesterschiff Rosalie übernommen und für den Passagiertransport zwischen den Loyalitätsinseln und der Hauptinsel Grande Terre in Neukaledonien in Dienst gestellt. Es verfügte über eine Länge von rund 33 m und eine Breite von rund 7 m. Neben Passagieren wurden auch Güter transportiert; von den Loyalitätsinseln nach Nouméa vor allem Kopra, Gemüse und Schweine, in die umgekehrte Richtung alle notwendigen Güter, die es auf den kleinen Inseln nicht gab, darunter Kaffee und Zucker.

## Verschwinden
Die Monique verließ am 31. Juli 1953 um 14 Uhr den Hafen von Tadine auf Maré. Sie hatte neben den 108 Passagieren und der 18-Mann-Besatzung 246 Tonnen Ladung an Bord. Der 26-jährige Kapitän Charles Ohlen hatte erst ein Jahr zuvor seine Prüfungen abgelegt. Die Wetterlage war gut und die Motoren liefen normal. Um 16 Uhr meldete der Kapitän über Funk, dass an Bord alles in Ordnung sei und er denke, am nächsten Morgen um 8 Uhr in Nouméa einzutreffen. Zeugen berichteten, bei der Abfahrt sei das Schiff überladen gewesen, die Reling sei praktisch auf Höhe des Wassers gewesen, es sei zick-zack gefahren und habe Schwierigkeiten gehabt, den Kurs zu halten. Nachdem das Schiff am nächsten Morgen nicht im Zielhafen eingetroffen war, wurde ein privates Flugzeug beauftragt, den üblichen Kurs zu überfliegen. Am 2. August begannen zwei Schiffe das Gebiet abzusuchen, anschließend beteiligten sich auch Schiffe aus Neuseeland und Fidschi an der Suche, bis sie am 9. August eingestellt wurde, ohne auch nur eine Spur zu finden. Erst drei Monate später wurden an der Ostküste der Île Art, 500 km von Maré entfernt, ein leeres Fass und ein Rettungsring der Monique gefunden. Er ist heute als einziges Erinnerungsstück der Tragödie im Seefahrtmuseum von Neukaledonien ausgestellt.

## Untersuchung
2001 wurde durch ein Schiff des Institut de Recherches pour le Développement (IRD) und 2011 durch den Verband Fortunes de Mer Calédoniennes eine Untersuchung des Falls durchgeführt, jedoch ohne konkretes Ergebnis. Bestätigt wurde, dass es überladen war. Es hatte aus Wettbewerbsgründen und aufgrund fehlender Kontrollen 113 Sack Mais statt 55 sowie 21 Fässer Treibstoff statt 11 geladen. Ein Mitglied der Fortunes de Mer Calédoniennes nannte als mögliche Ursache die Dünung, die sich in der Nacht im Havannah-Kanal gebildet hatte. Die Passagiere hätten Bullaugen und Türen offen gehalten, um frische Luft zu bekommen. Dadurch hätte Wasser in das überladene Schiff eindringen und es schließlich zum Kentern bringen können. Auch eine in jener Zeit häufig auftretende Motorpanne, hält er für wahrscheinlich.

## Denkmal
Am 22. Juli 2023 wurde zum Gedenken der 126 Opfer eine 4 m hohe Stele des Bildhauers Jean-Marie Ganeval mit den Namen der Verschollenen nahe dem Jachthafen Port Moselle in Nouméa eingeweiht.